# Ганні Венцель
Ганні Венцель  (нім. Hanni Wenzel; нар. 14 грудня 1956) — ліхтенштейнська гірськолижниця, олімпійська чемпіонка.
Донька Венцель, Тіна Вайратер, теж гірськолижниця і олімпійська медалістка.

## Виступи на Олімпіадах
| Олімпіада        | Дисципліна         | Місце |
| ---------------- | ------------------ | ----- |
| Інсбрук 1976     | швидкісний спуск   | 11    |
| Інсбрук 1976     | гігантський слалом | 20    |
| Інсбрук 1976     | слалом             | 3     |
| Лейк-Плесід 1980 | швидкісний спуск   | 2     |
| Лейк-Плесід 1980 | гігантський слалом | 1     |
| Лейк-Плесід 1980 | слалом             | 1     |